# ستانلي روبرتسون
ستانلي روبرتسون (بالإنجليزية: Stanley Robertson)‏ هو كاتب أغاني بريطاني، ولد في 8 يونيو 1940 في أبردين في المملكة المتحدة، وتوفي في 2 أغسطس 2009.

## وصلات خارجية
- ستانلي روبرتسون على موقع ميوزك برينز (الإنجليزية)